# Coryprosopa lineata
Coryprosopa lineata är en tvåvingeart som beskrevs av Hesse 1956. Coryprosopa lineata ingår i släktet Coryprosopa och familjen svävflugor. Inga underarter finns listade i Catalogue of Life.